# ジェイ・アール北海道バス琴似営業所

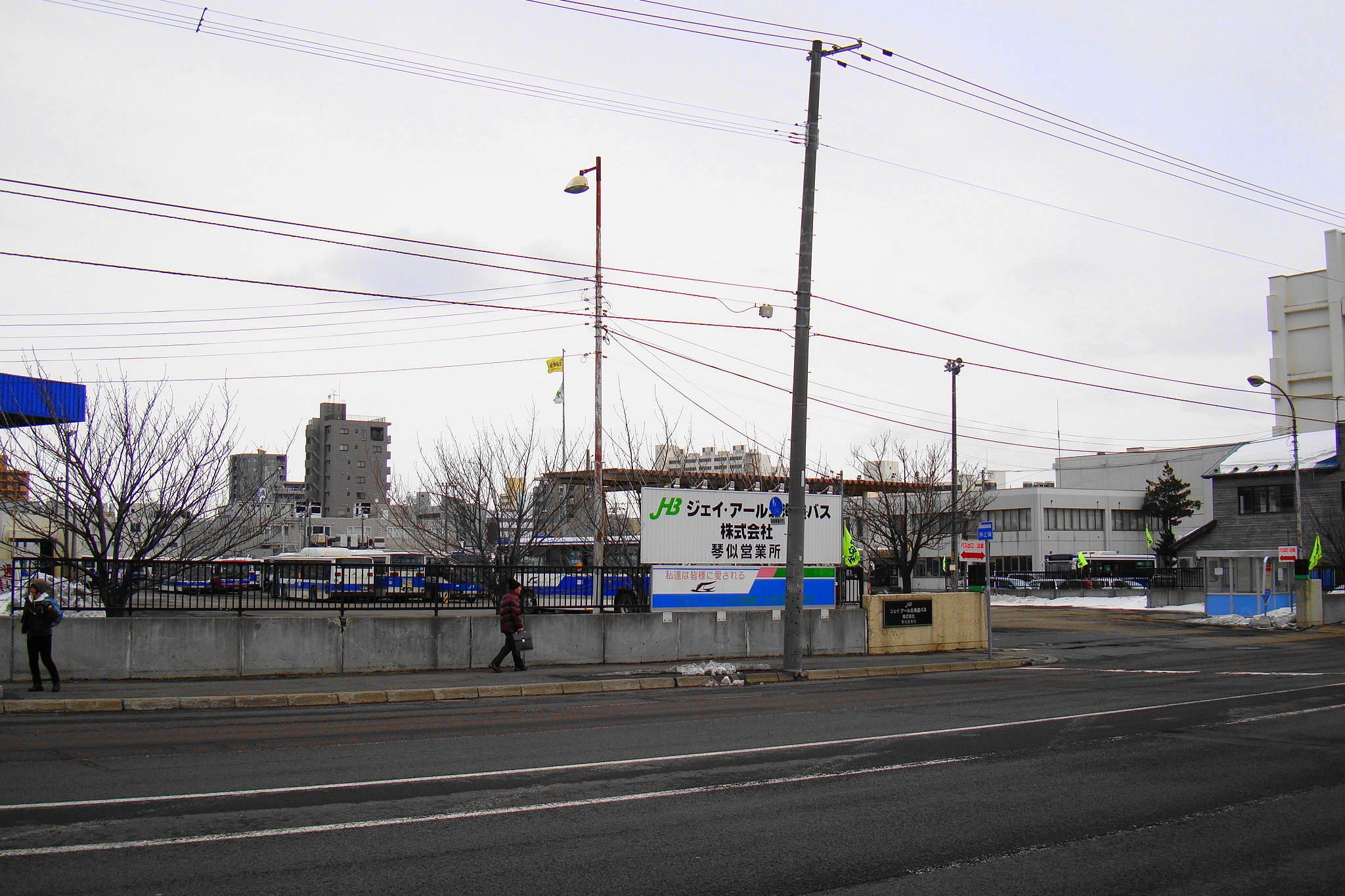
ジェイ・アール北海道バス 琴似営業所

ジェイ・アール北海道バス琴似営業所（ジェイアールほっかいどうバスことにえいぎょうしょ）は、ジェイ・アール北海道バスが北海道札幌市西区二十四軒2条7丁目1番21号に設置する営業所である。

## 概説

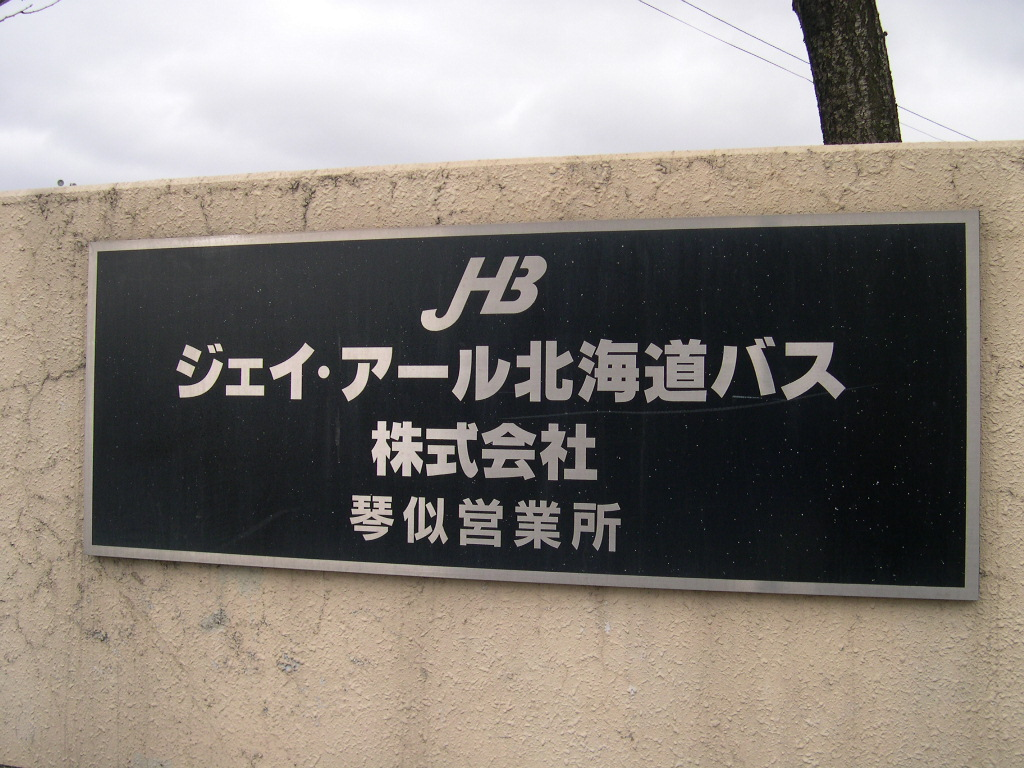
琴似営業所

2003年（平成15年）4月1日に札幌市交通局琴似自動車営業所（札幌市営バス）がジェイ・アール北海道バスに移譲されたことにより発足した。
札幌都市圏の路線のうち、かつて札幌市営バスが担当していた路線を中心とした、主に札幌市中心部（中央区・西区）の路線を担当する。路線全体の案内上の呼称としては「琴似エリア」が用いられる。移管直後しばらくの間は、札幌市営バスから引き継いだ路線路線を案内上「琴似線」と呼ぶこともあった。
本営業所は1営業所全体の移譲を受けるという点でジェイ・アール北海道バスにとっては初のケースであり、市営バス時代から利用実績が堅調な地区であったことから、ジェイ・アール北海道バスでは2002年の夏ごろから乗務員の採用に着手、2003年2月頃からは社内に準備室を設置するなどの対策を行なった。
移譲後は基本的な路線網については大きな再編はせず、JR琴似駅への乗り入れや経路変更などの軽微な修正にとどまっている一方、需要の多い路線については臨機応変に増便などを行うことで対処した。この結果、移譲翌年度（2004年度）の利用実績は、前年度と比較して3万人の増加をみている。

## 一般路線・運行系統
2025年（令和7年）4月1日現在。下記の他、他営業所が主担当の路線を運行する場合や、下記路線を他営業所が運行する場合がある。
「宮の沢駅前」停留所は宮の沢バスターミナル内に設置する。「JR札幌駅」停留所（札幌駅バスターミナル）は再開発事業に伴い一時閉鎖となり、2023年（令和5年）10月1日から2028年（令和10年）度までの予定で「札幌駅前」路上停留所発着となる。従前より路上停留所に発着する路線は乗り場番号以外変更ない。
札幌市交通局（札幌市営地下鉄）との連絡運輸（乗継割引）は、地下鉄駅最寄（同名）停留所乗継にて全区間で適用。さっぽろ駅は札幌駅前・北5条西7丁目、大通駅は大通西4丁目・大通西3丁目・時計台前・北1条西4丁目、西11丁目駅は西11丁目駅前・北1条西11丁目、円山公園駅は円山公園駅前・大通西25丁目、麻生駅は麻生駅前となる。乗継割引に関する概要は札幌市営地下鉄#乗継割引を参照。

### 啓明、もいわ山ロープウェイ、旭山公園方面
南19条西16丁目は「ロープウェイ入口」から、南13条西22丁目は「啓明ターミナル（環状通上）」から、もいわ山ロープウェイは「もいわ山麓駅」から、2017年（平成29年）4月1日に改称。

#### 桑園円山線
- 桑8：桑園駅 - 北3条西15丁目 - 大通西15丁目 - 医大病院前 - 大通西18丁目 - 大通西25丁目 - 円山公園駅前 - 大通西25丁目 - 南7条西25丁目 - 南11条西22丁目 - 啓明ターミナル
  - 2009年（平成21年）4月1日、新設[7]。54の桑園駅系統廃止に伴う。大通西18丁目（西18丁目駅）での地下鉄乗継割引は適用されない[5]。
  - 2021年（令和3年）3月1日、系統番号を桑11から桑8に変更[8]。

#### 西25丁目線
- 円9：円山公園駅前 - 大通西25丁目 - 南7条西25丁目 - 南11条西22丁目 - 啓明ターミナル
  - 2006年（平成18年）4月1日、系統番号を札幌市営バス運行時の西11から円11に変更[9]。
  - 2021年（令和3年）3月1日、系統番号を円11から円9に変更[8]。

#### ロープウェイ線
- 循環円10・循環円11・循環円12：円山公園駅前 - 大通西25丁目 - 南7条西25丁目 - 界川 - 旭丘高校前 - 伏見町高台（←もいわ山ロープウェイ←） - 南19条西16丁目 - 南13条西22丁目 - 南11条西22丁目 - 南7条西25丁目 - 大通西25丁目 - 円山公園駅前
  - 循環円10は界川先廻り、循環円11・循環円12は南11西22先廻り。循環円11はもいわ山ロープウェイ経由。
  - 2006年（平成18年）4月1日、系統番号を札幌市営バス運行時の環12から循環円10・循環円11に変更[9]。
    - ジェイ・アール北海道バスが旧来から運行する系統で「12」が存在しており、同一事業者での番号重複は従来利用者以外にはわかりにくいとの指摘があった[10]。

  - 2012年（平成24年）4月1日、循環円11の一部便をもいわ山麓駅経由に変更[11]。
  - 2021年（令和3年）3月1日、循環円11のもいわ山ロープウェイ非経由便を循環円12へ分離[8]。

#### 旭山公園線
- 円13：円山公園駅前 - 大通西25丁目 - 南7条西25丁目 - 界川 - 旭山公園前
  - 2006年（平成18年）4月1日、系統番号を札幌市営バス運行時の西13から円13に変更[9]。
  - 2021年（令和3年）3月1日、大半の便を旭山公園前で打ち切らずに折り返す循環線とし、循環系統を循環円13とする[8]。
  - 2024年（令和6年）4月1日、循環運転を取り止め、全便往路・復路それぞれの運行に戻す[12]。

#### 啓明線

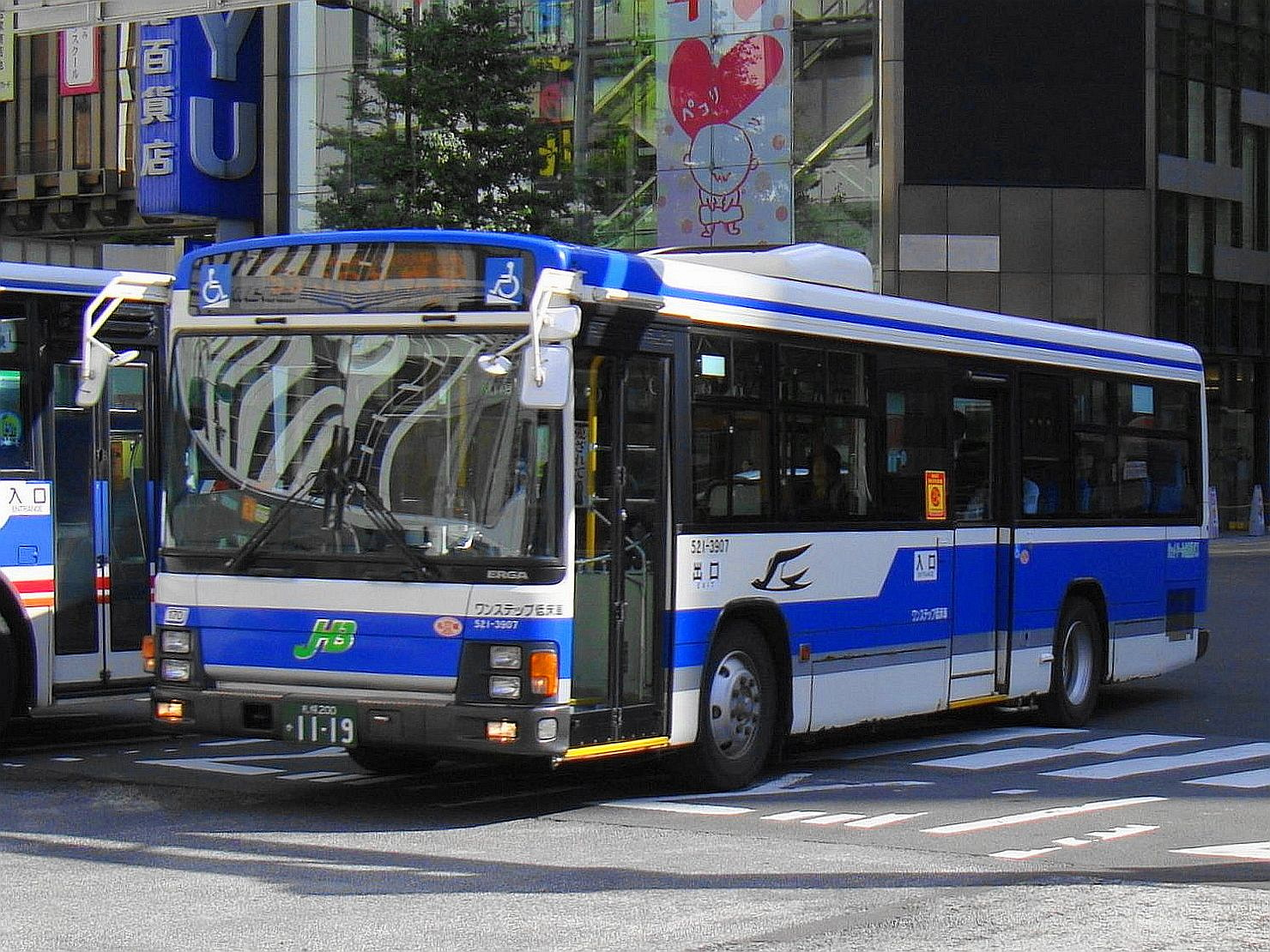
53 JR札幌駅到着（札幌営業所担当便） 521-3907

- 51：札幌駅前 - 時計台前 - 大通西4丁目（啓明発）/北1条西4丁目（啓明行） - 西11丁目駅前 - 医大病院前 - 南3条西16丁目 - 南8条西16丁目 - 南11条西16丁目 - 南14条西17丁目 - 啓明ターミナル
  - 2006年（平成18年）9月1日開設[13]。
- 53：札幌駅前 - 時計台前 - 大通西4丁目（啓明発・啓明行始発）/北1条西4丁目（啓明行） - 西11丁目駅前 - 中央区役所前 - 南3条西16丁目 - 南6条西20丁目 - 南7条西25丁目 - 南11条西22丁目 - 啓明ターミナル
  - 大通西4丁目 - 啓明ターミナルの区間便あり。2004年（平成16年）4月1日に一部便をJR札幌駅に延長[14]。
  - 2006年（平成18年）4月1日、系統番号を札幌市営バス運行時の西53から53に変更[9]。
- 50：札幌駅前 - （53と同経路） - 南11条西22丁目 - 南13条西22丁目 - （この間無停車） - もいわ山ロープウェイ
  - 2019年（平成31年）4月1日、札幌駅からもいわ山ロープウェイの直通アクセスとして53を延長する形で新設[15][16]。

#### 山鼻線
- 循環啓55・循環啓56：啓明ターミナル - 南19条西16丁目 - 伏見町高台 - 旭丘高校前 - 界川 - 旭山公園通15丁目 - 南9条西7丁目 - 中島公園駅前 - 幌平橋駅前 - 静修学園前 - 西線16条 - 啓明ターミナル
  - 循環啓55は南19西16先廻り、循環啓56は西線16条先廻り。
- 循環啓65・循環啓66：啓明ターミナル - 南11条西22丁目 - 旭山公園通15丁目 - 南9条西7丁目 - 中島公園駅前 - 幌平橋駅前 - 静修学園前 - 西線16条 - 啓明ターミナル
  - 循環啓65は南11西22先廻り、循環啓66は西線16条先廻り。
  - 2006年（平成18年）4月1日、系統番号を札幌市営バス運行時の環50から循環啓55・循環啓56・循環啓65・循環啓66に変更[9]。
    - ジェイ・アール北海道バスが旧来から運行する系統で「50」が存在しており、同一事業者での番号重複は従来利用者以外にはわかりにくいとの指摘があった[10]。

### 宮の森・大倉山競技場、円山動物園、円山西町方面

#### 荒井山線
- 円14：円山公園駅前 - 北海道神宮 - 総合グラウンド前 - 荒井山 - 宮の森2条15丁目 - 宮の森2条17丁目 - 宮の森シャンツェ前
  - 札幌ばんけい（ばんけいバス）との共通定期券がある。2010年（平成22年）4月1日より休校日ダイヤを設定。
  - 2006年（平成18年）4月1日、系統番号を札幌市営バス運行時の西14から円14に変更[9]。
  - 2021年（令和3年）3月1日、大半の便を宮の森シャンツェ前で打ち切らずに折り返す循環線とし、循環系統を循環円14とする[8]。
  - 2024年（令和6年）4月1日、循環運転を取り止め、全便往路・復路それぞれの運行に戻す[12]。
  - 2025年（令和7年）4月1日、「札幌聖心女子学院」が「宮の森2条15丁目」に改称[17]。

#### 動物園線
- 円15・円16：円山公園駅前 - 北海道神宮 - 総合グラウンド前 - 円山動物園西門 - 円山西町2丁目 - 円山西町神社前
  - 2006年（平成18年）4月1日、系統番号を札幌市営バス運行時の西15から円15に変更[9]。この際、同じく西15が付番されていた大倉山競技場前行きは円16へ分離された[9]が、後に廃止（その後くらまる号としてほぼ同区間で復活）。
  - 2021年（令和3年）3月1日、大半の便を円山西町2丁目または円山西町神社前で打ち切らずに折り返す循環線とし、循環系統を循環円15とする。円山公園駅前 - 円山西町2丁目の区間便を円16・循環円16へ分離[8]。
  - 2024年（令和6年）4月1日、循環運転を取り止め、全便往路・復路それぞれの運行に戻す[12]。

#### 大倉山線
- くらまる号：円山公園駅前 - 円山動物園正門 - 大倉山ジャンプ競技場
  - 4月下旬から10月中旬まで運行していたが、2020年（令和2年）4月1日より通年運行化[18][19]。

### 山の手、西野、福井、平和方面

#### 山の手線
- 循環西20・循環西21：西28丁目駅前 - 北海道神宮 - 彫刻美術館入口 - 山の手4条11丁目 - 西野3条2丁目 - 北海道医療センター前 - 山の手高校前 - 西高校前 - 西28丁目駅前
  - 循環西20は神宮前先廻り、循環西21は西高校前先廻り。
  - 2006年（平成18年）4月1日、系統番号を札幌市営バス運行時の環20から循環西20・循環西21に変更[9]。
- 西21：西28丁目駅前 - 西高校前 - 山の手高校前 - 北海道医療センター前 - 西野3条2丁目 - 西警察署前 - 上手稲神社前 - 宮の沢駅前
  - 系統番号は札幌市営バス運行時からそのまま引き継がれた。
  - 2022年（令和4年）4月1日より手稲営業所が担当[20][21]。

#### 西野福井線
- 発41：発寒南駅前 - 西町北7丁目 - 西野3条2丁目 - 手稲東小学校 - 西野二股 - 福井4丁目 - 五天山公園 - 福井えん堤前
  - 発寒南駅 - 五天山公園の区間便あり。
  - 2010年（平成22年）4月1日、一部便を発寒南駅 - 五天山公園に短縮。
- 琴41：JR琴似駅 - 地下鉄琴似駅前 - 西区役所前 - 西町北7丁目 - （発41と同経路） - 五天山公園 - 福井えん堤前
  - JR琴似駅 - 五天山公園、地下鉄琴似駅前 - 五天山公園および福井えん堤前の区間便あり。2004年（平成16年）4月1日、一部便をJR琴似駅に延長[22]。2010年（平成22年）4月1日、一部便を五天山公園に短縮。
  - 地下鉄乗継割引は西町北7丁目（発寒南駅）も適用される[5]。
  - 2006年（平成18年）4月1日、系統番号を札幌市営バス運行時の西41から発41・琴41・琴41-1に変更[9]。琴41-1は2020年に廃止（後述）。

#### 西野平和線
- 発42：発寒南駅前 - 西町北7丁目 - 西野3条2丁目 - 手稲東小学校 - 西野二股 - 西野小学校 - 平和1条5丁目 - 平和の滝入口
  - 盆期間の一部便は平和の滝入口から手稲平和霊園まで延長運行する[23]。
- 琴42：JR琴似駅 - 地下鉄琴似駅前 - 西区役所前 - 西町北7丁目 - （発42と同経路） - 平和の滝入口
  - 地下鉄琴似駅前 - 平和の滝入口の区間便あり。2004年（平成16年）4月1日、一部便をJR琴似駅に延長[22]。
  - 盆期間の一部便は平和の滝入口から手稲平和霊園まで延長運行する[23]。
  - 地下鉄乗継割引は西町北7丁目（発寒南駅）も適用される[5]。
  - 2006年（平成18年）4月1日、系統番号を札幌市営バス運行時の西42から発42・琴42・琴42-1に変更[9]。琴42-1は2020年に廃止（後述）。

#### 西野中洲橋線
- 発43：発寒南駅前 - 西町北7丁目 - 西野3条2丁目 - 西警察署前 - 西野3条6丁目 - 西野6条8丁目 - 西野第二 - 中洲橋
- 琴43：JR琴似駅 - 地下鉄琴似駅前 - 西区役所前 - 山の手3条6丁目 - 北海道医療センター前 - 西野3条2丁目 - （発43と同経路） - 中洲橋
  - 地下鉄琴似駅前 - 中洲橋の区間便あり。2004年（平成16年）4月1日、一部便をJR琴似駅に延長[22]。
  - 2006年（平成18年）4月1日、系統番号を札幌市営バス運行時の西43から発43・琴43・琴43-1に変更[9]。琴43-1は2020年に廃止（後述）。
- 宮43：宮の沢駅前 - 上手稲神社前 - 西野4条9丁目 - 西野6条8丁目 - 西野第二 - 中洲橋
  - 2006年（平成18年）4月1日、系統番号を札幌市営バス運行時の西33から宮43に変更[9]。

西21・発41・発42・宮43の一部便は、2006年（平成18年）10月21日に宮の沢駅・発寒南駅からイオン発寒SC（2012年4月1日より「イオンモール札幌発寒」、2016年4月1日より「発寒8条12丁目」に改称）まで延長。2016年（平成28年）4月1日に延長区間を廃止。
2004年（平成16年）4月1日より運行開始した金曜深夜バス（琴41-1、琴42-1、琴43-1：JR琴似駅→発寒南駅→福井えん堤前、平和の滝入口、中洲橋）は2020年（令和2年）4月1日ダイヤ改正で廃止。最終運行は同年3月27日。

### 北5条・市立病院・八軒・発寒・麻生方面

#### 桑園発寒線
- 52：札幌駅前 - 北5条西7丁目 - 北5条西13丁目 - 北5条西15丁目 - 桑園駅 - 札幌場外市場 - 八軒1条東4丁目 - JR琴似駅 - 札幌酒精前 - 発寒中央駅 - 発寒13条3丁目 - 琴似工業高校
  - 2006年（平成18年）4月1日、系統番号を札幌市営バス運行時の西52から52に変更[9]。
  - 2020年（令和2年）4月1日、北7条西15丁目・競馬場正門前経由から現経路に変更[19]。

#### 北5条線
- 54：札幌駅前 - 北5条西7丁目 - 北5条西13丁目 - 北5条西20丁目 - 西28丁目駅前
  - 札幌市営バス引き継ぎ時は札幌駅前 - 北5条西20丁目 - 開発建設部前 - 長生園前で運行（系統番号は西58）。1971年（昭和46年）10月1日に廃止された札幌市電西20丁目線の代替路線とされる[27]。
  - 2006年（平成18年）4月1日、系統番号を札幌市営バス運行時の西58から分離、54に変更[9]。
  - 2008年（平成20年）4月1日、札幌駅前 - 長生園前 - 医大病院前 - 北3条西15丁目 - 桑園駅系統新設[28]。
  - 2009年（平成21年）4月1日、桑園駅系統を廃止し桑11に振り替え。
  - 2017年（平成29年）4月1日、長生園前系統廃止。同日新設の西28丁目駅系統に振り替え[6]。
- 58：札幌駅前 - 北5条西7丁目 - 北5条西13丁目 - 北5条西20丁目 - 北6条西26丁目 - 琴似営業所前
  - 2006年（平成18年）4月1日、系統番号を札幌市営バス運行時の西58から58に変更[9]。

#### 北7条線
- 31：大通西4丁目 - 北1条西11丁目（大通発）/西11丁目駅前（大通行） - 北5条西13丁目 - 市立病院前 - 北7条西15丁目 - 北7西20丁目 - 北6条西26丁目 - 琴似営業所前 - 西区役所前 - 地下鉄琴似駅前
  - 2006年（平成18年）4月1日、系統番号を札幌市営バス運行時の西31から31に変更[9]。

#### 南新川線
- 37：大通西4丁目 - 北1条西11丁目（大通発）/西11丁目駅前（大通行） - 北5条西13丁目 - 市立病院前 - 北21条西15丁目 - （南新川→新川橋→北29条西15丁目（新川駅）→新琴似3条1丁目→和光小学校前→新陽小学校前→北25条西15丁目→南新川）
  - 括弧内、大通西4丁目発は南新川・新川橋経由北25西15行、大通西4丁目行は新川橋始発北25西15・南新川経由となる。
  - 2004年（平成16年）
    - 4月1日、環37（市立病院前発着の循環系統）として開設[29]。
    - 12月1日、起終点を大通西4丁目へ延長[30]。

  - 2005年（平成17年）12月1日、往路と復路に分離し系統番号を37に変更[31]。

#### 北24条線
- 軒32：二十四軒駅前 - 二十四軒2条1丁目 - 八軒1条東4丁目 - 南新川 - 北高校前 - 北24条駅前
  - 2006年（平成18年）4月1日、系統番号を札幌市営バス運行時の西32から軒32に変更[9]。

#### 琴似発寒線
- 琴38：地下鉄琴似駅前 - 琴似3条2丁目 - 発寒小学校前 - 発寒8条7丁目 - 宮の沢駅前
  - 1999年（平成11年）2月25日、札幌市営地下鉄東西線の宮の沢駅延伸に伴い新設。
  - 2006年（平成18年）4月1日、系統番号を札幌市営バス運行時の西39から琴38・琴39に変更[9]。
  - 2016年（平成28年）4月1日、琴39（地下鉄琴似駅前←発寒小学校前←発寒9条10←宮の沢駅前）廃止[25]。

#### 琴似八軒線
- 琴40：琴似営業所前 - 西高校前 - 山の手高校前 - 西区役所前 - 地下鉄琴似駅前 - JR琴似駅 - 八軒5条1丁目 - 八軒6条西5丁目 - 税務大学校前 - 稲山通 - 琴似工業高校前 - 発寒8条10丁目 - 宮の沢駅前
  - 地下鉄琴似駅前 - 宮の沢駅前の区間便あり。
  - 1999年（平成11年）2月25日、札幌市営地下鉄東西線の宮の沢駅延伸に伴い、環40 発寒環状線（地下鉄琴似駅 - 八軒5条1 - 琴似工業高校前 - 西町北7 - 地下鉄琴似駅）を廃止のうえ新設（当時は、西40 琴似発寒線）。
  - 2006年（平成18年）4月1日、系統番号を札幌市営バス運行時の西40から琴40に変更[9]。
  - 2010年（平成22年）4月1日、一部便の起点を琴似営業所前に延長。

#### 新琴似線
- 琴46：琴似営業所前 - 西高校前 - 山の手高校前 - 西区役所前 - 地下鉄琴似駅前 - JR琴似駅 - 八軒5条1丁目 - 新川橋 - 北29条西15丁目 - 新琴似3条1丁目 - 麻生駅前（麻生バスターミナル）
  - 地下鉄琴似駅前 - 麻生駅前の区間便あり。
  - 2006年（平成18年）4月1日、系統番号を札幌市営バス運行時の北46から琴46に変更[9]。
  - 2016年（平成28年）4月1日、琴似営業所 - 西区役所前間の経路を山の手1条通経由から変更[25]。
  - 2025年（令和7年）4月1日、「麻生町5丁目」を廃止。[17]

### その他
琴似エリア外だが琴似営業所が担当する系統、琴似エリアだが他営業所が担当する系統は以下がある。

#### 北郷線
- 2：札幌駅前 - JR白石駅北口
  - 札幌営業所閉所により、2022年（令和4年）4月1日より琴似営業所が担当[32][33]。空知線 (ジェイ・アール北海道バス)#菊水元町・北郷・米里方面を参照。

#### 琴似西野線
- 琴29：JR琴似駅 - 地下鉄琴似駅前 - 山の手橋 - 宮の沢3条3丁目 - 宮の沢駅前
  - 手稲営業所が担当。札樽線 (ジェイ・アール北海道バス)#その他方面を参照。

#### 西町線
- 61：札幌駅前 - 北1条西4丁目 - 円山第一鳥居 - 西区役所前 - 宮の沢駅前
  - 手稲営業所および小樽営業所が担当。札樽線 (ジェイ・アール北海道バス)#国道5号経由手稲駅方面、札幌駅前方面を参照。

手稲営業所が担当する西21 山の手線については上節参照。

## 都市間高速バス
- 高速おたる号（札幌 - 小樽）については、札樽線 (ジェイ・アール北海道バス)#高速おたる号を参照。
- 高速あさひかわ号（札幌 - 旭川）、高速流氷もんべつ号（札幌 - 紋別）、ポテトライナー（札幌 - 帯広）については、ジェイ・アール北海道バス#都市間バスを参照。

## 休廃止系統
北1条発寒線
- 62：JR札幌駅 - 円山第一鳥居 - 北6条西26丁目 - 二十四軒駅前 - 発寒南駅前 - イオンモール札幌発寒
  - 2010年（平成22年）4月1日新設（平日のみ運行）。2012年4月より北1条通りに経路変更。2016年（平成28年）4月1日、廃止[25]。

西町線
- 快速63：JR札幌駅 - 北1西4 - 円山第一鳥居 - 西区役所前 - 西町北20 - イオンモール札幌発寒
  - 2010年（平成22年）4月1日新設（平日のみ運行）。2016年（平成28年）4月1日、廃止[25]。

ぶらりサッポロ観光バス
| レトロ調車両 134-3351 |  | 検査時等代車例 137-6804 |
| レトロ調車両 134-3351 |  | 検査時等代車例 137-6804 |

- JR札幌駅 - 北海道庁前（大倉山行）/時計台前（札幌駅行） - 西11丁目駅前 - 札幌市資料館 - 円山公園駅前 - 神宮前 - 動物園正門前 - 大倉山競技場前
  - 4月下旬から11月上旬まで。検査時等を除きレトロ調車両を使用していた。乗継割引の不適用、JRバスが利用可能な特別企画乗車券であっても利用できないなど乗車券の取扱が一部異なり、ぶらりサッポロ観光バスおよび並行路線で利用できる1日乗り放題券が発売されていた。

## 車両
札幌市営バス移管車両
札幌市営バスからは車両118台（非冷房車39台を含む）が琴似営業所と共に移管された、そのうち9台はCNG天然ガス自動車であったがCNG車は2014年初頭までに全て廃車された。ディーゼル車よりも早く廃車されたのはガス容器交換にコストがかかる為、ガス容器の使用期限（容器製造から15年）をもって廃車。
- 移管車の塗装は当初、社名ステッカーなどを貼り付けただけの暫定塗装であったが、順次自社塗装への塗り替えが進められた。
- 非冷房車については自社塗装への変更は行われずほとんどが移管年内に廃車となったが、一部は暫定塗装のまま様似営業所へ転じ室蘭ナンバーを取得した上で運用されたものや新篠津交通へ転籍し塗装変更の上活躍を続けた車両もいる。

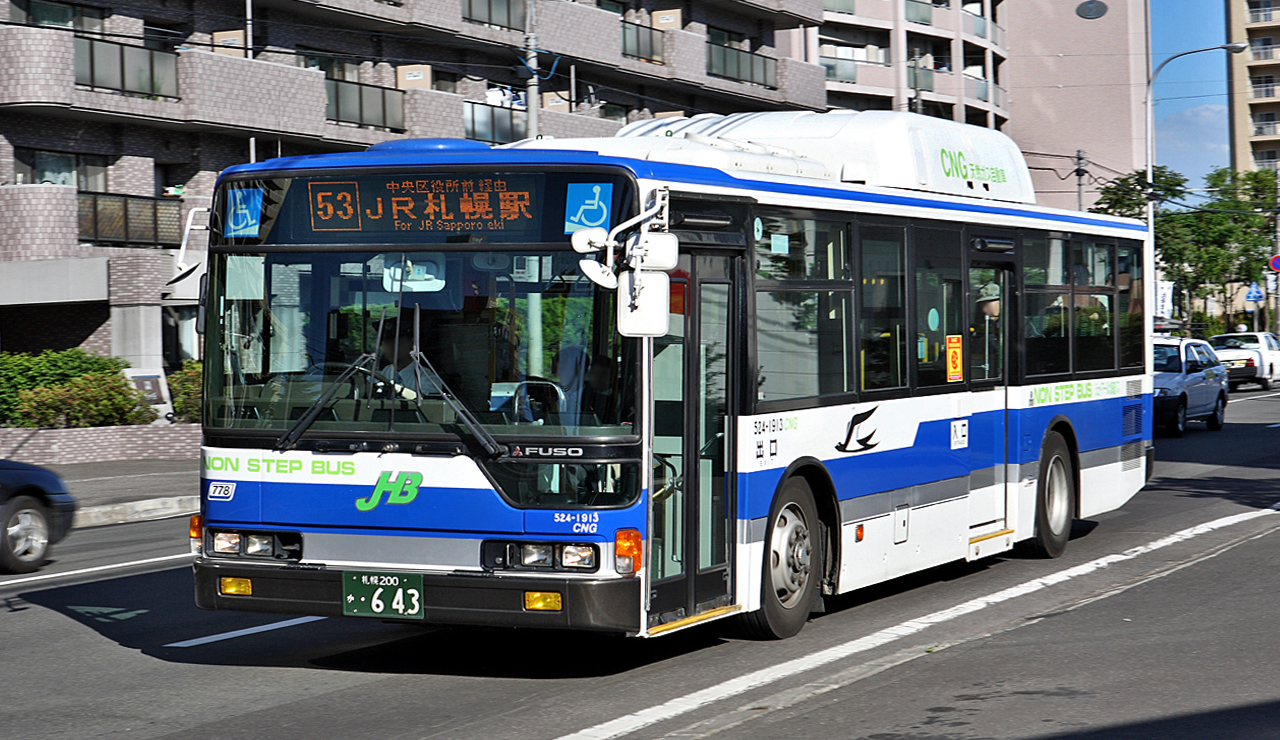
CNGノンステップ車 元琴ふ01-1 (524-1913)
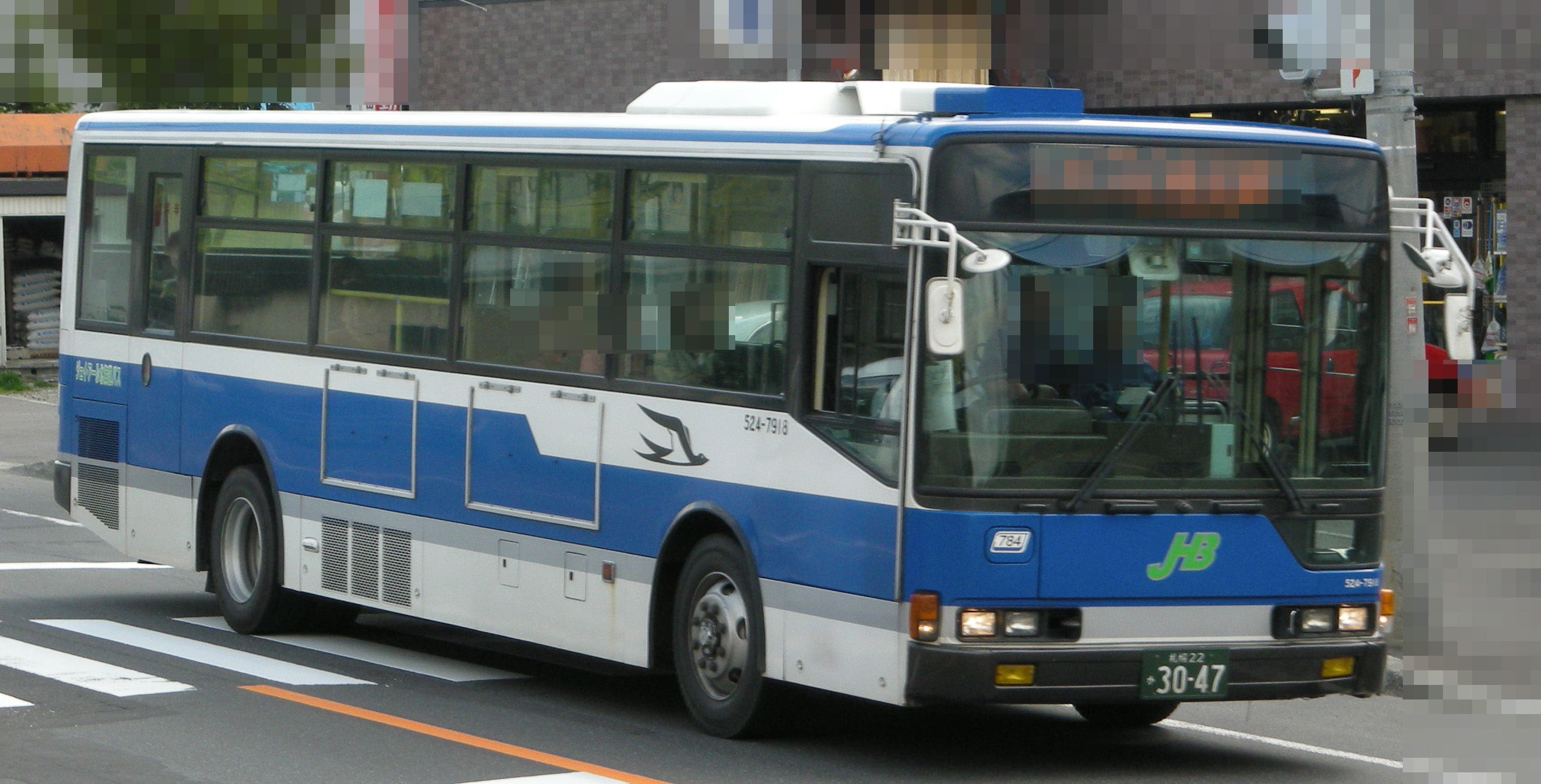
元琴ふ97-16 特徴のひとつ、座席を撤去し立席スペースとした部分の手すりが確認できる (524-7918)